# Archaeplastida
Archaeplastida er det højeste taksonomiske niveau som man i dag kunne finde på at kalde Planteriget. Stramenopila (brunalger m.fl.) regnes i dag aldrig med i planteriget, mens Rødalger og Glaucophyta nogen gange gør. I så tilfælde regnes både rødalger og glaucophyta enten som overrækker eller evt. som underriger. En anden måde at definere det på er at Archaeplastida omfatter alle grønne planter og alger, samt de røde alger. Archaeplastida er også kendetegnet ved at de fleste arter hører til på land eller i ferskvand – bortset fra rødalgerne som er saltvandsorganismer.
En mere "videnskabelig" definition er at plastiderne (Kloroplasterne) hos Archaeplastida er omgivet af netop 2 membraner, hvilket antyder at de udviklede sig direkte fra endosymbiotiske Cyanobakterier. I alle andre grupper er plastiderne omgivet af 3 eller 4 membraner, hvilket antyder at de er optaget fra røde eller grønne alger. Cellerne har som regel en cellevæg af cellulose, og næring oplagres i form af stivelse.
Archaeplastida kan dog ikke opfattes som en taksonomisk gruppe i klassisk forstand – og normalt bruges ikke en betegnelse som f.eks. overrige eller underdomæne om denne gruppe. Archaeplastida skal i stedet opfattes som en fylogenetisk gruppering der afspejler de grønne planters slægtskab med rødalgerne. Der er ikke fuld enighed om hvorvidt Archaeplastida er en monofyletisk gruppe eller evt. parafyletisk.

## Undergrupper
- Rødalger (Rhodophyta)
- Glaucophyta – mikroskopiske grønne alger
- Planter (Plantae eller Viridiplantae eller Chloroplastidae)
  - Stængelplanter (Embryophyta)
  - Grønalger (Chlorophyta)
  - Charofytter (Charophyta) – omfatter bl.a. Kransalger